# Marie Irgens
Marie Irgens (Røldal nabij Bergen, 26 september 1871 – aldaar, 11 mei 1945) was een Noors zangeres.
Marie Tellefsen werd als derde van circa negen kinderen geboren binnen het gezin van scheepskapitein Ole Barth Tellefsen en Gerhardine Marie Krohn Wiese. Marie huwde Johan Daniel Stub Irgens; ze kregen voor zover bekend twee dochters. Ze kreeg lessen van Eva Nansen in Oslo en mevrouw Heitmann in Hamburg. Daarna volgden nog onderricht in Stuttgart en Berlijn. Ze gaf vanaf 1898 les in de zang en op het orgel. Ze had zich in 1914 aangesloten bij Kristiania Musiklaererforening (KMLF). Haldis Halvorsen en Sverre Valen waren leerlingen van haar. Marie Irgens was bevriend met Edvard Grieg. 

## Concerten
- 27 november 1899: concert met Anton Svendsen, Agathe Backer-Grøndahl en Kaja Fleischer; ze zong liederen uit Christoph Willibald Glucks Orfeo ed Euridice
- 13 december 1900: Liefdadigheidsconcert voor alcoholisten
- 7 juni 1905: concert met Einar Melling
- 21 maart 1910: solist bij het koor van Olaus Andreas Grøndahl